# Comitatul Sligo
Sligo (în irlandeză Contae Shligigh) este un comitat (diviziune administrativă similară unui județ) în nord-vestul Irlandei.